# Funció de Ferrers
En matemàtiques, les funcions de Ferrers es defineixen en funció de funcions hipergeomètriques. Reben el nom del matemàtic britànic Norman Macleod Ferrers (1829-1903).
| Funció | Gràfica |
| --- | ------- |
| Funció de Ferrers de primer tipus; P(x) {\displaystyle P_{v}^{\mu }(x)=\left({\frac {1+x}{1-x}}\right)^{\mu /2}\cdot {\frac {F(v+1,-v;1-\mu ;1/2-x/2)}{\Gamma (1-\mu )}}}        |         |
| Funció de Ferrers de segon tipus; Q(x) {\displaystyle Q_{v}^{\mu }(x)=\cos(\mu \pi )\left({\frac {1+x}{1-x}}\right)^{\mu /2}{\frac {F(v+1,-v;1-\mu ;1/2-2/x)}{\Gamma (1-\mu )}}} |         |

## Relació amb altres funcions especials
{\displaystyle P_{v}^{\mu }(x)=\left(-{\frac {1+x}{-1+x}}\right)^{1/2\,\mu }{\it {HeunC}}\left(0,-\mu ,2\,v+1,0,v+1/2+{v}^{2},{\frac {-1+x}{1+x}}\right)\left(\left(1/2+1/2\,x\right)^{v+1}\right)^{-1}\left(\Gamma \left(1-\mu \right)\right)^{-1}}